# Shadows Temple
«Shadows Temple» es el segundo sencillo de la banda japonesa Moi dix Mois. Fue lanzado el 31 de mayo de 2004.

## Lista de canciones
| (8cmCD) |                                 |        |        |          |  |
| N.º     | Título                          | Letras | Música | Duración |  |
| 1.      | «Shadows Temple»                | Mana   | Mana   | 4:52     |  |
| 2.      | «Night Breed»                   | Mana   | Mana   | 3:04     |  |
| 3.      | «Shadows Temple (Instrumental)» | Mana   | Mana   | 4:52     |  |
| 4.      | «Night Breed (Instrumental)»    | Mana   | Mana   | 2:59     |  |
| 15:07   |                                 |        |        |          |  |